# Шедина
Шедина (словен. Šedina) — поселення в общині Шентюр, Савинський регіон, Словенія. 
Висота над рівнем моря: 362,2 м.